# Сторожевые корабли типа «Водорез»
Сторожевые корабли типа «Водорез» (в финском флоте Канонерские лодки типа «Карьяла», фин. Филин) — сторожевые корабли Российского императорского флота, впоследствии канонерские лодки, состоявшие в ВМС Финляндии и Польши. Были спущены на воду в 1918 году и в состоянии 90 % готовности захвачены финнами. Приняли участие во Второй мировой войне.

## Список кораблей подобного типа
| Страна                                            | Название                        | Спущен | Примечание |
| ------------------------------------------------- | ------------------------------- | ------ | --- |
| Россия · Финляндия                                | «Чирок» («Турунмаа»)            | 1916   | В 1953 г. продан на слом. |
| Россия · Финляндия                                | «Филин» («Карьяла»)             | 1918   | В 1953 г. продан на слом. |
| Россия · Финляндия · Польша                       | «Водорез» («Генерал Галлер»)    | 1916   | Потоплена 6.9.1939 в ВМБ Хель герм. авиацией. |
| Россия · Финляндия · Польша · Нацистская Германия | «Лунь» («Комендант Пилсудский») | 1917   | Затоплен экипажем 30.9.1939 в ВМБ Хель. Поднят немцами и под названием «Heisternest» включен в состав Кригсмарине. В 1943 г. переименован в М-3109. 16.9.1943 потоплен в Нанте авиацией союзников. |

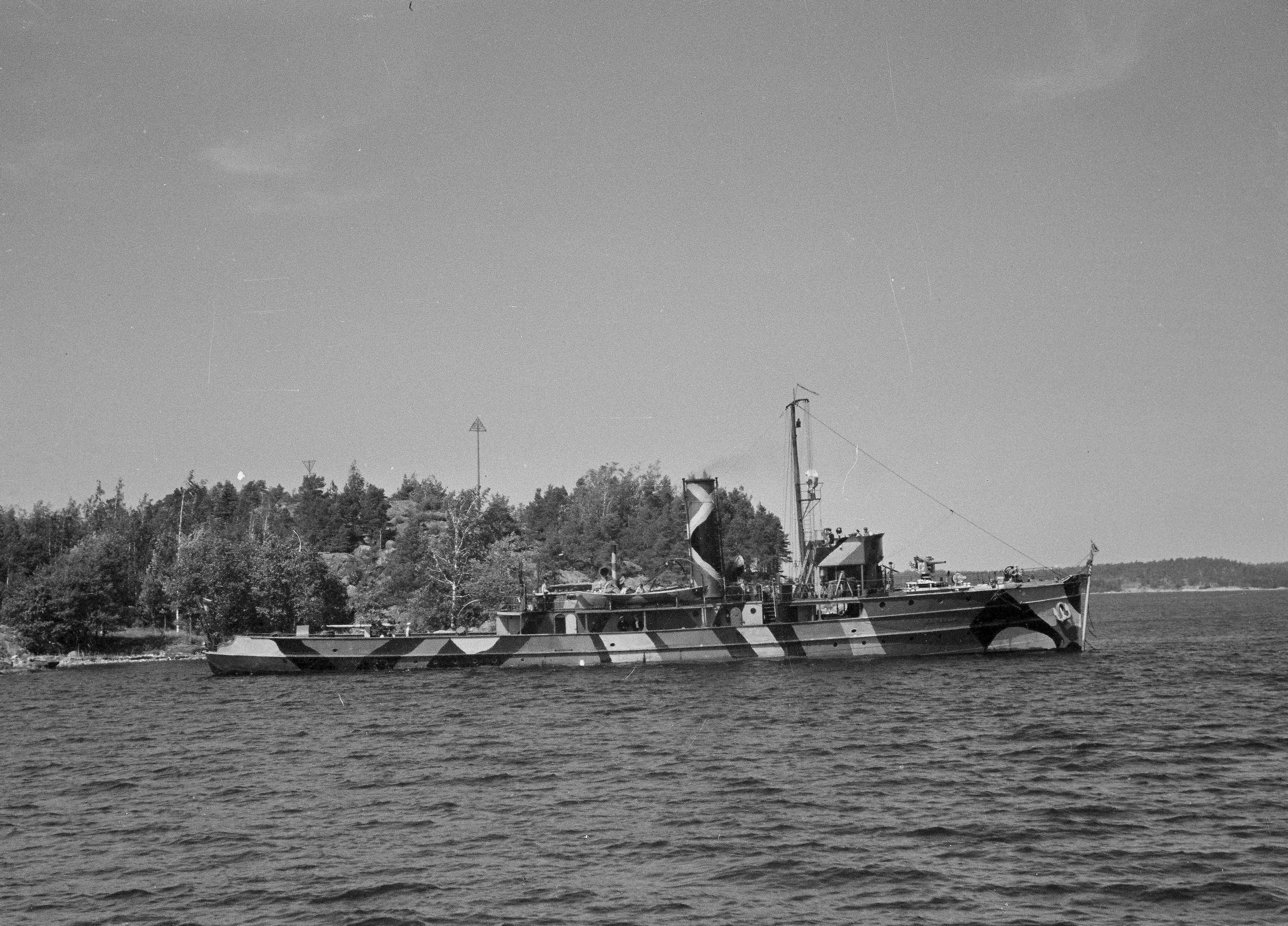
Канлодка «Карьяла» 1 июля 1941

Предполагалось построить ещё два однотипных корабля («Горлица» и «Сова»), но они были разобраны на стапелях.